# Jerolim Blaž Bonačić
Jerolim Blaž Bonačić (Milna na Braču, 3. veljače 1709. – Šibenik, 20. rujna 1762.), biskup, hrvatski književnik. 

## Životopis
Srednje i visoke škole učio je u Rimu završivši ih s doktoratom mudroslovlja i bogoslovlja. Služi najprije u Nerežišću, zatim je apostolski vizitator hvarske biskupije, a 1759. imenuje ga njegov školski drug papa Klement XIII. šibenskim biskupom. Farlati govori o njemu vrlo pohvalno. Gdje god je službovao, uvodio je svoj osobiti način katekizacije, prikazan u knjižici Nauk krstjanski s novim načinom u kratko istumačen za lasno uvistiti neumitne a navlastito ditcu, Mleci, 1761. 